# Дубки (Залучское сельское поселение)
Дубки — деревня в Старорусском районе Новгородской области в составе Залучского сельского поселения.

## География
Находится в южной части Новгородской области на расстоянии приблизительно 34 км на юго-восток по прямой от районного центра города Старая Русса на берегу речки Шубинская Робья.

## История
В 1908 году здесь (Старорусский уезд Новгородской губернии) было учтено 24 двора.

## Население
Численность населения: 103 человека (1908 год), 62 (русские 98 %) в 2002 году, 45 в 2010.